# 于振波 (历史学家)
于振波（1966年1月—）出生于内蒙古自治区赤峰市喀喇沁旗，毕业于北京大学，中国历史学家，湖南大学教授。主要从事出土文献与秦汉魏晋史领域的研究，尤其是在长沙走马楼吴简的研究中取得丰硕成果。

## 生平
1966年，于振波出生在内蒙古自治区赤峰市喀喇沁旗。1988年毕业于内蒙古民族师范学院，获历史学学士学位。1988至1990年任教于内蒙古包头市第二冶金建设公司子弟中学。1990年考入北京大学历史系，师从张传玺研究秦汉史，1993年获得中国古代史硕士学位，学位论文《简牍所见汉代考绩制度探讨》，同年考入中国社会科学院，师从林甘泉研究秦汉社会史，1996年获得中国古代史博士学位，学位论文《秦汉法律与社会》。1996至1998年任职吉林文史出版社编辑。1998年调入湖南大学，同年7月，任副教授。2004年6月，任教授。2006年6月，担任博士研究生导师。另兼任中国社会科学院简帛研究中心兼职研究员，中国秦汉史研究会第十届年会理事。

## 作品

### 独著
- . 长沙: 湖南大学出版社. 2012: 368. ISBN 9787566701305 （中文（中国大陆））.
- . 台北: 文津出版社. 2004 （中文（臺灣））.
- . 台北: 文津出版社. 2007 （中文（臺灣））.
- . 长沙: 湖南人民出版社. 2000: 263. ISBN 7543822822 （中文（中国大陆））.

### 译著
- . 广西师大出版社. 2005 （中文（中国大陆））.

### 论文
- 时间（期数）	         刊物	                         文章
- 1994（6）	中国史研究动态              	评介《简帛研究》
- 1994（5）	北京大学学报             	汉代官吏的考课时间与方式
- 1994（6）	中国社会科学院研究生院学报	汉代“天人感应”思想对宰相制度的影响
- 1995（6）	中国史研究动态          	1994年秦汉史研究综述
- 1996（6）	北京大学学报	                汉简“中劳”、“中功”考[作者错作“余振波”]
- 1996	        简帛研究（第二辑）	        汉简“得算”、“负算”考
- 1998	        简帛研究（第三辑）       	收孥法的变迁
- 1999（2）	中国社会科学院研究生院学报	秦汉时期的“文法吏”
- 1999（2）	湖南大学学报	                “引经决狱”的实质与作用
- 1999（4）	江西财经大学学报	        司马迁经济思想简论
- 1999	        北大史学	                “史书”本义考
- 2000（2）	史学集刊	                居延汉简中的燧长和候长
- 2000（5）	江西财经大学学报	        战国秦汉时期的“重本抑末”政策——读《盐铁论》有感
- 2001（1）	湖南大学学报	                汉代法律运行机制的现代启示
- 2001	        简帛研究（二〇〇一上册）	居延汉简中的燧长和候长
- 2002（1）	南都学坛	                近三十年来大陆及港台简帛发现、整理与研究综述
- 2002（2）	中国史研究动态           	长沙三国吴简暨百年来简帛发现与研究国际学术讨论会综述
- 2002（7）	文史知识	                “无为而治”时期的汉代法律
- 2002（5）	湖南大学学报	                从悬泉置壁书看《月令》对汉代法律的影响
- 2003（3）	湖南大学学报	                里耶秦简中的“除邮人”简
- 2003（6）	湖南大学学报               	走马楼吴简所见佃田制度考略
- 2004（1）	南都学坛	                走马楼吴简中的限米与屯田
- 2004（1）	中国社会科学院研究生院学报	走马楼吴简中的限米与屯田
- 2004（1）	中国史研究	                张家山汉简中的名田制及其在汉代的实施情况
- 2004（1）	中国经济史研究	                走马楼吴简中的“调”
- 2004（1）	船山学刊	                浅析走马楼吴简中“刑”的含义
- 2004（2）	湖南大学学报                 	简牍所见秦名田制蠡测
- 2004（5）	绿叶	                        从悬泉置壁书看《月令》在汉代的法律地位
- 2004（8）	文物	                        张家山汉简中的“卿”
- 2004	        简牍学研究（第四辑）	        秦汉时期的邮人
- 2005（1）	湖南大学学报	                从走马楼吴简看两汉与孙吴的“调”
- 2005（1）	湖南城市学院学报	        从张家山汉简看汉名田制与唐均田制之异同
- 2005（2）	故宫博物院院刊	                从简牍看汉代的户赋与刍藁税
- 2005（3）	船山学刊	                略论走马楼吴简中的“户下奴婢”
- 2005（5）	湖南大学学报	                从“公室告”与“家罪”看秦律的立法精神
- 2005（5）	大学教育科学	                走马楼吴简之“私学”身份考述
- 2005	        简帛研究（二〇〇二、二〇〇三）	汉代的都官与离官
- 2006（1）	湖南城市学院学报	        汉代的循吏与酷吏
- 2006（2）	史学月刊	                略论走马楼吴简中的户品
- 2006（1）	华南师范大学学报	        “无任”与“五任”
- 2006（3）	中国历史文物	                说“县令”确为秦制——读里耶秦简札记
- 2006（6）	南都学坛	                秦汉贫民法律地位的变迁及其原因
- 2006（11）	考古	                        走马楼吴简习语考释
- 2006（4）	中国社会经济史研究	        从籴米记录看汉代对西北边塞的经营——读《额济納汉简》札记
- 2006	        简帛研究（二〇〇四）	        汉代的家赀与赀家
- 2007（1）	湖南大学学报	                走马楼吴简研究综述——职业、社会身份与阶层（第二作者）
- 2007（5）	史学月刊	                略说走马楼吴简中的“老”
- 2008（3）	湖南大学学报             	从尹湾汉简看两汉文吏
- 2008（6）	史学月刊	                从走马楼吴简看其时长沙民户的贫富差别
- 2008	        简帛研究（二〇〇六）          	再说吴简中的丘
- 2008	        简帛研究（二〇〇六）     	怀念谢桂华先生
- 2009（1）	江汉考古	                走马楼吴简所见户与里的规模
- 2009（4）	南都学坛                   	走马楼吴简赋税收支记录管窥
- 2009（3）	中国史研究	                秦律令中的“新黔首”与“新地吏”
- 2010（4）	湖南大学学报                	浅谈出土律令名目与“九章律”的关系
- 2010（5）	史学集刊	                秦律中的甲盾比价及相关问题
- 2010	        简帛研究（二〇〇八）	        略说走马楼吴简之名籍
- 2011（2）	湖南大学学报	                关于周文王的即位与称王——读清华简《保训》札记（第一作者）
- 2012（5）	湖南大学学报	                秦简所见田租的征收
- 2012	        上海古籍出版社[会议论文集]	甘肃省第二届简牍学国际学术研讨会•兰州（岳麓书院藏秦简《质日》札记三则）
- 2012	        简帛研究（二〇一〇）         	从“傅籍”到“丁中”——对吴简中“口、事、筭、事”比例关系的考察
- 2013（3）	湖南大学学报	                秦代吏治管窥——以秦简司法、行政文书为中心
- 2014	        简牍学研究（第五辑）	        统计学方法与走马楼吴简研究
- 2015（3）	湖南大学学报                	“负志”之罪与秦之立法精神
- 2018（1）	中国史研究	                秦汉校长考辨
- 2018（4）	湖南大学学报                	岳麓书院藏秦简始皇禁伐树木诏考异

### 科研项目
- 简牍与秦汉社会（主持），2003年度国家社会科学基金项目。
- 走马楼吴简与孙吴基层社会（主持），2005年度教育部人文社会科学研究项目。
- 秦汉三国户籍制度研究（主持），2006年度教育部新世纪优秀人才支持计划项目。
- 秦汉三国编户齐民研究（主持），2010年度教育部留学回国人员科研启动基金（第39批）。
- 秦令与汉令研究（主持），2012年教育部人文社科规划项目。
- 走马楼吴简与孙吴县政研究（13AZS009）（主持），2013年国家社科基金重点项目。
- 出土礼学文献汇编（14ZDB28）（主持），2014年湖南省社科基金重点项目。